# Наєв Сергій Іванович
Сергі́й Іва́нович На́єв (30 квітня 1970, Могилів-Подільський, Вінницька область, УРСР) — український військовик, генерал-лейтенант. Герой України (2022).
Після широкомасштабного вторгнення РФ до України — командувач Сил оборони України (з 24.02.2022. У жовтні 2022 року журнал НВ включив Наєва до 25 найвпливовіших українських військових.

## Життєпис
Народився 30 квітня 1970 року у місті Могилів-Подільський Вінницької області.
З 1987 по 1991 рік навчався у Московському вищому загальновійськовому командному училищі.
В 1991—1993 роках проходив службу на посаді командира мотострілецького взводу в одному зі з'єднань Західної групи військ НДР, після чого прибув в Україну.
У Збройних силах України — з травня 1993 року. В 1990-х і на початку 2000-х служив на різних посадах у Західному та Південному оперативних командуваннях.
У складі 7-го механізованого полку 24-ї механізованої дивізії командував взводом, потім розвідувальною ротою, а згодом — батальйоном.
Був командиром 820-го механізованого полку 128-ї дивізії.
На початку 2000-х був командиром 28-ї окремої механізованої бригади.
У 2001 році із золотою медаллю закінчив навчання у Національній академії оборони України та здобув кваліфікацію офіцера військового управління оперативно-тактичного рівня.
У 2006—2007 роках був слухачем факультету підготовки фахівців оперативно-стратегічного рівня Національної академії оборони України. Як кращий випускник нагороджений відзнакою — Мечем Королеви Великої Британії, яку отримав з рук посла цієї держави в Україні.
З 2007 до початку 2014 року обіймав різні керівні посади в 13-му армійському корпусі Сухопутних військ Збройних Сил України.

### Російсько-українська війна
У 2014 році був керівником сектора «Б» під час боїв за Донецький аеропорт.
Станом на початок 2015 року — начальник штабу оперативного командування «Південь».
З 2015 по 2017 роки був командувачем оперативного командування «Схід».
У званні генерал-лейтенанта в кінці 2017 — на початку 2018 обіймав посаду начальника штабу — першого заступника командувача Сухопутних військ Збройних Сил України.
7 березня 2018 року начальник Генерального штабу Збройних сил України Віктор Муженко представив Сергія Наєва як новопризначеного заступника начальника Генерального штабу Збройних сил України.
У ході російського вторгнення в Україну 2022 року безпосередньо під керівництвом генерал-лейтенанта Сергія Наєва сплановано й організовано застосування Збройних Сил України та інших сил оборони на Південному напрямку. Він організував і постійно здійснює фахове командування діями підлеглого особового складу й частинами, переданими в оперативне підпорядкування, на найбільш важливих напрямках.
Під його безпосереднім керівництвом було втілено п'ять стратегічних операцій ЗСУ у війні з Росією: 1) Оперативне розгортання військ перед вторгненням; 2) Готовність армії під час вторгнення; 3) Збереження контролю над Чорним морем; 4) Збереження найбільш боєздатної частини війська; 5) Зроблена підготовка деокупації Харківської області. За ініціативою Наєва також були створені мобільні вогневі групи протиповітряної оборони.

### Командувач об'єднаних сил ЗСУ
З 16 березня 2018 до 6 травня 2019 — командувач Об'єднаних сил, був заступником начальника Генерального штабу ЗСУ.
З 27 березня 2020 до 11 лютого 2024 року — командувач Об'єднаних сил ЗСУ.
13 лютого 2025 року прибув на нове місце виконання бойових завдань. Напередодні стало відомо, що він отримав бойове розпорядження відбути на посаду командира тактичної групи Велика Новосілка.
Станом на квітень 2025 — командир тактичної групи «Вугледар» ОТУ «Донецьк». 21 червня 2025 року залишив посаду командира тактичної групи «Вугледар».

## Кримінальні переслідування з боку Росії
Слідчий комітет РФ порушив щодо Наєва кримінальну справу за так звані «злочинні накази», які призвели до загибелі людей на Донбасі.

## Родина
Дружина Наєва Наталія Михайлівна — старша медична сестра променевого відділення військової частини в Дніпрі. Сини — Дмитро та Владислав, дочка — Євгенія.

### Близькі родичі в окупованому Криму
2018 року, після призначення командувачем ООШ, «24 канал» та видання «Депо» написали, що батько Наєва Іван Костянтинович, 1938 р.н., та брат Наєв Максим Іванович, 1975 р.н., жили в Сімферополі вже під час початку тимчасової окупації Росією АР Крим. Брат працював у регіональному підрозділі Пенсійного фонду Росії, він народився в Потсдамі (НДР) у родині військовослужбовця, який служив у Групі військ СРСР у Німеччині.
20 березня 2018 року Наєв підтвердив, що в Криму проживає його молодший брат, з яким він підтримує зв'язки. Він наголосив, що не допускає можливості шантажу з боку російської влади.

## Військові звання
- генерал-майор (2013)
- генерал-лейтенант (5.12.2016).[32]

## Нагороди
- Звання Герой України з врученням ордена «Золота Зірка» (27 квітня 2022) — за особисту мужність, вагомий внесок у захист державного суверенітету та територіальної цілісності України, самовіддане служіння Українському народу.[33][34][35]
- Орден Богдана Хмельницького III ст. (3 травня 2019) — за вагомий особистий внесок у зміцнення обороноздатності Української держави, мужність і самовіддані дії, виявлені у захисті державного суверенітету та територіальної цілісності України, зразкове виконання військового обов'язку та з нагоди Дня піхоти.[36]
- Медаль «За військову службу Україні» (8 травня 1998) — за зразкове виконання військового обов'язку, високий професіоналізм.[37]
- Медаль «Захиснику Вітчизни».[38]
- Відзнака «Доблесть і честь»
- Відзнака «Знак пошани»
- Медаль «10 років Збройним Силам України»
- Медаль «15 років Збройним Силам України»
- Медаль «За сумлінну службу» II ступеня
- Орден святого великомученика Юрія Переможця (26 квітня 2021).[39]

## Матеріали
- «Ми знаємо, що ворог відчуває нашу силу», — генерал-майор Сергій Наєв // Міністерство оборони України, 4.3.2015
- Генерал-лейтенанта Сергія Наєва призначено заступником начальника Генерального штабу ЗС України // Міністерство оборони України, 7.3.2018
- Президент призначив Командувача об'єднаних сил Сергія Наєва // Міністерство оборони України, 16.3.2018
- Оксана Коваленко, Соня Лукашова, Головний по Донбасу. Що відомо про нового командувача Об'єднаних сил Наєва // Українська правда, 16.3.2018
- Юрій Бутусов, Новый командующий ООС Сергей Наев: биография, перспективы.(рос.) // Цензор.нет, 17.3.2018
- Що відомо про голову Об'єднаних сил (ООС) Сергія Наєва: меч від Єлизавети II, воював за ДАП, має брата в Криму // Еспресо TV, 18.3.2018